# Związek gmin Immendingen-Geisingen
Związek gmin Immendingen-Geisingen – związek gmin (niem. Gemeindeverwaltungsverband) w Niemczech, w kraju związkowym Badenia-Wirtembergia, w rejencji Fryburg, w regionie Schwarzwald-Baar-Heuberg, w powiecie Tuttlingen. Siedziba związku znajduje się w mieście Geisingen, przewodniczącym jego jest Walter Hengstler.
Związek zrzesza jedno miasto i jedną gminę wiejską:
- Geisingen, miasto, 6 009 mieszkańców, 73,74 km²
- Immendingen, 5 903 mieszkańców, 74,03 km²